# 何澄 (晋朝)
何澄（4世纪—400年代），字季玄，庐江郡灊县（今属安徽省霍山县）人。何充的侄子，何准子，晋穆帝司马聃皇后何法倪的兄弟。
何澄起家祕書郎，轉祕書丞，清正有器度威望，历任祕書監、太常、中護軍。晋孝武帝重用他，以他為冠軍將軍、吳國內史。太元末年，琅邪王司马道子出居外第，選師傅，拜为尚書，領琅邪王師。晋安帝即位，隆安四年（400年）六月，琅邪王师何澄为尚書左僕射，典選、王師如故。何澄腳疾，讓官，特聽不朝，坐家任事。領本州大中正。桓玄執政，以疾奏免，在家去世。晋安帝反正，追贈金紫光祿大夫。
長子何籍，早卒。次子何融，元熙年间，為大司農。何融孫何瑀，為劉宋廢帝劉子業的岳丈。